# FK Moscou
El FK Moscou (rus: Футбольный клуб Москва, Futbol'niy Klub Moskva) fou un club de futbol rus de la ciutat de Moscou.

## Història
El club fou creat pel govern de Moscou l'1 de març de 2004, amb la base de jugadors del FC Torpedo-Metallurg. Fou finalista de copa el 2007. El 28 de desembre de 2010 va desaparèixer després de perdre el seu principal patrocinador. La seva plaça a la lliga fou ocupada per l'Alania Vladikavkaz.

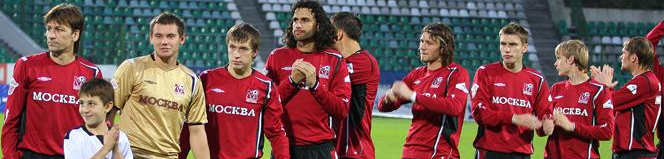
FC Moscou el 2008.